# 유응 (창성희후)
유응(劉應, ? ~ ?)은 전한의 제후로, 광천유왕의 증손이다.

## 행적
아버지 유치의 뒤를 이어 창성후(昌成侯)에 봉해졌다.
시호를 희(釐)라 하였고, 아들 유강이 작위를 이었다.

## 출전
- 반고, 《한서》 권15하 왕자후표 下

| 선대 아버지 창성경후 유치 | 전한의 창성후 ? ~ ? | 후대 아들 창성질후 유강 |